# Farafina Magazine
Le Farafina Magazine est un magazine bimensuel nigérian publié en ligne à partir de 2002, et en version imprimée à partir d'octobre 2005, jusqu'en 2009 par Kachifo Limited. Il s'agit d'un magazine africain d'intérêt général qui comprend des articles non romanesques, des articles de fiction et des illustrations.
Parmi les rédacteurs invités du magazine figurent plusieurs auteurs de renom tels que Chimamanda Ngozi Adichie, Laila Lalami et Petina Gappah. Il publie aussi des œuvres d'écrivains tels que Wole Soyinka, Segun Afolabi et Jide Alakija.
Le magazine est considéré comme important dans la littérature postcoloniale pour avoir contribué à jeter « les bases d'un réseau littéraire panafricain », aux côtés du magazine littéraire Kwani ? basé à Nairobi.